# Các tế bào của Yumi
Các tế bào của Yumi ( tiếng Hàn: 유미의 세포들; Romaja: Yumiui Sepodeul) là một bộ phim truyền hình Hàn Quốc đang được thực hiện bởi đạo diễn Lee Sang-yeob với sự tham gia của Kim Go-eun, Ahn Bo-hyun, Lee Yu-bi và Park Jin-young . Dựa trên webtoon cùng tên, đây là một bộ phim truyền hình tâm lý lãng mạn kể về cuộc sống đời thường của một nữ nhân viên viên phòng qua góc nhìn của các tế bào não của cô. Mùa 1 của bộ phim được công chiếu lần đầu trên đài tvN vào ngày 17 tháng 9 năm 2021 và phát sóng vào thứ Sáu và thứ Bảy hàng tuần lúc 22:50 KST , đồng thời cũng được phát hành thông qua kênh truyền thông trực tuyến TVING . Bộ phim sẽ có tổng cộng 2 mùa. Mùa 2 của bộ phim sẽ bắt đầu phát sóng vào ngày 10 tháng 6 năm 2022 trên kênh TVING.

## Tóm tắt
Yumi (Kim Go-eun) là một nhân viên văn phòng. Câu chuyện thường xuyên chuyển bối cảnh giữa cuộc sống thực của Yumi và bên trong tâm trí của cô, nơi các 'tế bào' đại diện cho từng cảm xúc và điều khiển các hành động của cô. Tế bào tình yêu của Yumi đã rơi vào trạng thái hôn mê sau cú sốc của một mối quan hệ không thành, và bộ phim sẽ miêu tả sự trưởng thành và biến đổi của Yumi khi các tế bào của cô ấy làm việc chăm chỉ để đánh thức tế bào tình yêu.

## Diễn viên

### Diễn viên chính
- Kim Go-eun trong vai Kim Yumi, một nhân viên văn phòng bình thường [10]
- Ahn Bo-hyun trong vai Ku Woong, một nhà phát triển trò chơi, bạn trai của Yumi trong mùa 1.[11]
- Lee Yu-bi trong vai Ruby, đồng nghiệp của Yumi.[12]
- Park Ji-hyun trong vai Seo Sae-i, đồng nghiệp của Ku Woong. Cô ước mơ trở thành giám đốc nghệ thuật trò chơi giỏi nhất [13]
- Park Jin-young trong vai Yoo Ba-bi/Bobby, đồng nghiệp của Yumi (tập 8–14 của mùa 1) và là bạn trai của Yumi trong mùa 2

### Tế bào của Yumi
- Tế bào Tình yêu (lồng tiếng: Ahn Soy)

Tế bào đại diện cho con người của Yumi. Tế bào này có thể điều khiển các hoạt động khác của Yumi. Các tế bào khác có màu xanh lam, nhưng Tế bào Tình yêu có màu hồng.
- Tế bào Cảm xúc (lồng tiếng: Park Ji Yoon)

Tế bào Cảm xúc chịu trách nhiệm về cảm xúc. Tế bào này làm việc nhiều nhất vào ban đêm. Bởi vì rất nhạy cảm, Tế bào Cảm xúc quan trọng đối với những công việc sáng tạo, chẳng hạn như viết lách.
- Tế bào Lý trí (lồng tiếng: Shim Kyu-hyuk)

Tế bào Lý trí giúp Yumi suy nghĩ về mọi thứ một cách thực tế nhất, hợp lý nhất có thể. Khi làm việc hoặc có một cuộc trò chuyện quan trọng, đây là tế bào bận rộn nhất của Yumi trong tất cả mọi việc từ lúc cô ấy thức dậy cho đến khi cô ấy đi ngủ.
- Tế bào Đói bụng (lồng tiếng: Lee Jang-won)

Tế bào Đói bụng chịu trách nhiệm về sự thèm ăn và cảm giác thèm ăn. Khi tế bào này thức dậy, sự thèm ăn của Yumi bùng nổ.
- Tế bào Nghịch ngợm (lồng tiếng: Ahn Young Mi)

Tế bào Nghịch ngợm thường nghĩ bậy bạ trong hoàn cảnh không phù hợp.Tế bào này có biểu cảm kỳ lạ trên khuôn mặt và có khi đốt cháy cả làng tế bào.
- Tế bào Thám tử (lồng tiếng: Jeong Jae Heon)

Tế bào Thám tử phân tích và dự đoán những người và tình huống xung quanh mặc dù không phải lúc nào cũng chính xác.
- Tế bào Thời trang (lồng tiếng: Kim Yeon Woo)

Tế bào Thời trang chịu trách nhiệm về mua quần áo và giúp Yumi quyết định phong cách ăn mặc.
- Tế bào Hung hăng (lồng tiếng: Eom Sang Hyeon)

Tế bào chịu trách nhiệm về sự tức giận của Yumi.
- Tế bào Lo âu (lồng tiếng: Sa Moon Yeong)

Tế bào lo âu chịu trách nhiệm về sự lo lắng  về những gì có thể xảy ra trong tương lai để chuẩn bị cho một tình huống xấu.

### Tế bào của Woong
- Tế bào Lý Trí (lồng tiếng: Um Sang-hyun)
- Tế bào Hài Hước (lồng tiếng: Jeong Jae-heon)
- Tế bào Tình Yêu

### Diễn viên phụ
- Joo Jong-hyuk trong vai Louis

Một nhà phát triển game tham công tiếc việc. Ku Woong, Seo Sae-i và anh ấy, ba người họ là bạn học đại học, thành lập và điều hành một công ty game 
- Jung Soon-won trong vai Trưởng phòng Nam [15]
- Park Jin-young trong vai Yoo Ba-bi / Bobby, bạn trai thứ hai của Yumi [16]
- Kim Cha-yoon trong vai Bon-hee, một nhân viên của bộ phận tiếp thị mì Hàn Quốc [17]
- Mi ram trong vai Aida, người bạn duy nhất trong công ty của Yumi. Chia sẻ niềm vui và nỗi buồn cùng Yumi như bạn thân [18]

### Các diễn viên khác
Mùa 1
- Yoon Yoo-sun trong vai mẹ của Yumi
- Sung Ji-ru  trong vai bố của Yumi
- Kwon Seung-woo trong vai Kang Han-byeol, Trợ lí giám đốc của bộ phận tiếp thị của công ti Mì Daehan
- Kim Mi-soo trong vai  Ja-young, bạn gái cũ của Babi (tập 12)
- Park Bo-Eun trong vai nhân viên bàn thông tin (tập 8)
- Jung Soo-Ji  trong vai Si Leon (tập 7–8)
- Kim Hye-In trong vai Hong Na-Ri (tập 7–8)
- Jo Mo-Se trong vai khách mời dự đám cưới (tập 13)
- Kang Chan-Yang trong vai nhân viên thu ngân cửa hàng tạp hóa (tập 11)

Mùa 2
- Jeon Seok-ho

### Khách mời đặc biệt
Mùa 1
- Choi Min-ho trong vai Chae U-gi, đồng nghiệp và mối tình đơn phương của Yumi
- Ahn Young-mi trong vai Nung-Cheol (lồng tiếng)
- Lee Sang-yi trong vai Ji Wu-gi, bạn trai cũ của Yumi

Mùa 2
- Shin Ye-eun trong vai Yoo Da-eun, nhân viên làm thêm ở của hàng Tteokbokki
- Pyo Ji-hoon trong vai Control Z, là họa sĩ vẽ tranh minh họa hợp tác với Yumi và bắt đầu hẹn hò với Ruby

## Sản xuất

### Casting
Vào ngày 31 tháng 12 năm 2020, có thông tin rằng webtoon Yumi's Cells do Lee Dong-gun xuất bản trên Naver với 3,2 tỷ lượt xem tích lũy, đang được chuyển thể thành phim truyền hình và Kim Go-eun đã được xác nhận sẽ vào vai nữ chính. Vào tháng 4 năm 2021, dàn diễn viên chính được công bố là Kim Go-eun, Ahn Bo-hyun, Lee Yu-bi và Park Ji-hyun.

### Quay phim
Phim bắt đầu quay vào tháng 4 năm 2021. Vào ngày 18 tháng 6, Ahn Bo-hyun đã trả lời trong một cuộc phỏng vấn rằng anh ấy hiện đang quay phim Các tế bào của Yumi và anh ấy đã để màu da rám nắng tự nhiên cho vai Ku Woong.

### Hoạt hình
Các tế bào của Yumi đang được sản xuất bằng định dạng mới kết hợp giữa người thật đóng và hoạt hình 3D. Đây là lần đầu tiên một bộ phim truyền hình Hàn Quốc sử dụng hình thức như vậy để sản xuất một bộ phim truyền hình dài tập. Phần hoạt hình 3D được sản xuất bởi Locus Corporation (còn được gọi là Sidus Animation Studios), nhà sản xuất của Red Shoes and the Seven Dwarfs, cũng đang sản xuất một bộ phim hoạt hình với Studio N.

## Nhạc phim

### Phần 1
| Phát hành ngày 17 tháng 9 năm 2021 | Phát hành ngày 17 tháng 9 năm 2021                             | Phát hành ngày 17 tháng 9 năm 2021 | Phát hành ngày 17 tháng 9 năm 2021 |
| STT                                | Nhan đề                                                        | Nghệ sĩ                            | Thời lượng                         |
| ---------------------------------- | -------------------------------------------------------------- | ---------------------------------- | ---------------------------------- |
| 1.                                 | "If I Could Read Your Mind" (나를 신경 쓰고 있는 건가)         | Wendy (Red Velvet)                 | 3:01                               |
| 2.                                 | "If I Could Read Your Mind" (나를 신경 쓰고 있는 건가) (Inst.) |                                    | 3:01                               |
| Tổng thời lượng:                   | Tổng thời lượng:                                               | Tổng thời lượng:                   | 6:02                               |

### Phần 2
| Phát hành ngày 18 tháng 9 năm 2021 | Phát hành ngày 18 tháng 9 năm 2021 | Phát hành ngày 18 tháng 9 năm 2021 | Phát hành ngày 18 tháng 9 năm 2021 | Phát hành ngày 18 tháng 9 năm 2021 | Phát hành ngày 18 tháng 9 năm 2021 |
| STT                                | Nhan đề                            | Phổ lời                            | Phổ nhạc                           | Nghệ sĩ                            | Thời lượng                         |
| ---------------------------------- | ---------------------------------- | ---------------------------------- | ---------------------------------- | ---------------------------------- | ---------------------------------- |
| 1.                                 | "Nightfalling"                     | BYMORE Ail Lee JohnOfa Rhee        | BYMORE Ail Lee JohnOfa Rhee        | John Park                          | 4:09                               |
| 2.                                 | "Nightfalling" (Inst.)             |                                    | BYMORE Ail Lee JohnOfa Rhee        |                                    | 4:09                               |
| Tổng thời lượng:                   | Tổng thời lượng:                   | Tổng thời lượng:                   | Tổng thời lượng:                   | Tổng thời lượng:                   | 8:16                               |

### Phần 3
| Phát hành ngày 25 tháng 9 năm 2021 | Phát hành ngày 25 tháng 9 năm 2021 | Phát hành ngày 25 tháng 9 năm 2021 | Phát hành ngày 25 tháng 9 năm 2021 | Phát hành ngày 25 tháng 9 năm 2021 | Phát hành ngày 25 tháng 9 năm 2021 |
| STT                                | Nhan đề                            | Phổ lời                            | Phổ nhạc                           | Nghệ sĩ                            | Thời lượng                         |
| ---------------------------------- | ---------------------------------- | ---------------------------------- | ---------------------------------- | ---------------------------------- | ---------------------------------- |
| 1.                                 | "Ling Ling"                        | Jo Hyu-il                          | Jo Hyu-il                          | Jo Hyu-il                          | 3:49                               |
| 2.                                 | "Ling Ling" (Inst.)                |                                    | Jo Hyu-il                          |                                    | 3:49                               |
| Tổng thời lượng:                   | Tổng thời lượng:                   | Tổng thời lượng:                   | Tổng thời lượng:                   | Tổng thời lượng:                   | 7:38                               |

### Phần 4
| Phát hành ngày 1 tháng 10 năm 2021 | Phát hành ngày 1 tháng 10 năm 2021 | Phát hành ngày 1 tháng 10 năm 2021 | Phát hành ngày 1 tháng 10 năm 2021 | Phát hành ngày 1 tháng 10 năm 2021 | Phát hành ngày 1 tháng 10 năm 2021 |
| STT                                | Nhan đề                            | Phổ lời                            | Phổ nhạc                           | Nghệ sĩ                            | Thời lượng                         |
| ---------------------------------- | ---------------------------------- | ---------------------------------- | ---------------------------------- | ---------------------------------- | ---------------------------------- |
| 1.                                 | "Like a Star"                      | YOSKE Kim Mi-ryang                 | Lee Min-young YOSKE Yeul           | Doyoung                            | 4:00                               |
| 2.                                 | "Like a Star" (Inst.)              |                                    | Lee Min-young YOSKE Yeul           |                                    | 4:00                               |
| Tổng thời lượng:                   | Tổng thời lượng:                   | Tổng thời lượng:                   | Tổng thời lượng:                   | Tổng thời lượng:                   | 8:00                               |

### Phần 5
| Phát hành ngày 2 tháng 10 năm 2021 | Phát hành ngày 2 tháng 10 năm 2021 | Phát hành ngày 2 tháng 10 năm 2021 | Phát hành ngày 2 tháng 10 năm 2021 | Phát hành ngày 2 tháng 10 năm 2021 | Phát hành ngày 2 tháng 10 năm 2021 |
| STT                                | Nhan đề                            | Phổ lời                            | Phổ nhạc                           | Nghệ sĩ                            | Thời lượng                         |
| ---------------------------------- | ---------------------------------- | ---------------------------------- | ---------------------------------- | ---------------------------------- | ---------------------------------- |
| 1.                                 | "Spotlight" (주인공)               | Sanghyun Nah                       | Sanghyun Nah                       | Band Nah                           | 4:00                               |
| 2.                                 | "My Heart" (내 마음)               | Choi Soo-mi                        | Kim Byeong-gyu                     | Say Sue Me                         | 3:30                               |
| Tổng thời lượng:                   | Tổng thời lượng:                   | Tổng thời lượng:                   | Tổng thời lượng:                   | Tổng thời lượng:                   | 7:30                               |

### Phần 6
| Phát hành ngày 8 tháng 10 năm 2021 | Phát hành ngày 8 tháng 10 năm 2021 | Phát hành ngày 8 tháng 10 năm 2021 | Phát hành ngày 8 tháng 10 năm 2021 | Phát hành ngày 8 tháng 10 năm 2021 | Phát hành ngày 8 tháng 10 năm 2021 |
| STT                                | Nhan đề                            | Phổ lời                            | Phổ nhạc                           | Nghệ sĩ                            | Thời lượng                         |
| ---------------------------------- | ---------------------------------- | ---------------------------------- | ---------------------------------- | ---------------------------------- | ---------------------------------- |
| 1.                                 | "My Day" (오늘도 내 하루는)        | J.UNA                              | J.UNA                              | J.UNA                              | 3:41                               |
| 2.                                 | "My Day" (오늘도 내 하루는)(Inst.) |                                    | J.UNA                              |                                    | 3:41                               |
| Tổng thời lượng:                   | Tổng thời lượng:                   | Tổng thời lượng:                   | Tổng thời lượng:                   | Tổng thời lượng:                   | 7:22                               |

### Phần 7
| Phát hành ngày 9 tháng 10 năm 2021 | Phát hành ngày 9 tháng 10 năm 2021 | Phát hành ngày 9 tháng 10 năm 2021 | Phát hành ngày 9 tháng 10 năm 2021 | Phát hành ngày 9 tháng 10 năm 2021 | Phát hành ngày 9 tháng 10 năm 2021 |
| STT                                | Nhan đề                            | Phổ lời                            | Phổ nhạc                           | Nghệ sĩ                            | Thời lượng                         |
| ---------------------------------- | ---------------------------------- | ---------------------------------- | ---------------------------------- | ---------------------------------- | ---------------------------------- |
| 1.                                 | "Belief"                           | Jehwi Kim Dam-so Su2               | Jehwi                              | Jung Seung-hwan                    | 4:53                               |
| 2.                                 | "Belief" (Inst.)                   |                                    | Jehwi                              |                                    | 4:53                               |
| Tổng thời lượng:                   | Tổng thời lượng:                   | Tổng thời lượng:                   | Tổng thời lượng:                   | Tổng thời lượng:                   | 9:46                               |

Part 8
| Released on October 15, 2021 | Released on October 15, 2021       | Released on October 15, 2021 | Released on October 15, 2021 | Released on October 15, 2021 | Released on October 15, 2021 |
| STT                          | Nhan đề                            | Phổ lời                      | Phổ nhạc                     | Artist                       | Thời lượng                   |
| ---------------------------- | ---------------------------------- | ---------------------------- | ---------------------------- | ---------------------------- | ---------------------------- |
| 1.                           | "Our Story" (우리의 이야기)        | Kim Min-seok                 | MeloMance                    | MeloMance                    | 3:59                         |
| 2.                           | "Our Story" (우리의 이야기)(Inst.) |                              | MeloMance                    |                              | 3:59                         |
| Tổng thời lượng:             | Tổng thời lượng:                   | Tổng thời lượng:             | Tổng thời lượng:             | Tổng thời lượng:             | 7:58                         |

Part 9
| Released on October 16, 2021 | Released on October 16, 2021 | Released on October 16, 2021 | Released on October 16, 2021 | Released on October 16, 2021 | Released on October 16, 2021 |
| STT                          | Nhan đề                      | Phổ lời                      | Phổ nhạc                     | Artist                       | Thời lượng                   |
| ---------------------------- | ---------------------------- | ---------------------------- | ---------------------------- | ---------------------------- | ---------------------------- |
| 1.                           | "I'm in Paris"               | Kako                         | Kako, Curtis F               | Dvwn                         | 2:35                         |
| 2.                           | "I'm in Paris" (Inst.)       |                              | Kako, Curtis F               |                              | 2:35                         |
| Tổng thời lượng:             | Tổng thời lượng:             | Tổng thời lượng:             | Tổng thời lượng:             | Tổng thời lượng:             | 5:10                         |

Part 10
| Released on October 22, 2021 | Released on October 22, 2021 | Released on October 22, 2021 | Released on October 22, 2021 | Released on October 22, 2021 | Released on October 22, 2021 |
| STT                          | Nhan đề                      | Phổ lời                      | Phổ nhạc                     | Artist                       | Thời lượng                   |
| ---------------------------- | ---------------------------- | ---------------------------- | ---------------------------- | ---------------------------- | ---------------------------- |
| 1.                           | "Holiday"                    | Jehwi Su2                    | Jehwi                        | Jehwi                        | 3:56                         |
| 2.                           | "Holiday" (Inst.)            |                              | Jehwi                        |                              | 3:56                         |
| Tổng thời lượng:             | Tổng thời lượng:             | Tổng thời lượng:             | Tổng thời lượng:             | Tổng thời lượng:             | 7:52                         |

Part 11
| Released on October 23, 2021 | Released on October 23, 2021 | Released on October 23, 2021 | Released on October 23, 2021 | Released on October 23, 2021 | Released on October 23, 2021 |
| STT                          | Nhan đề                      | Phổ lời                      | Phổ nhạc                     | Artist                       | Thời lượng                   |
| ---------------------------- | ---------------------------- | ---------------------------- | ---------------------------- | ---------------------------- | ---------------------------- |
| 1.                           | "Timing" (타이밍)            | Sunwoo Jung-a                | Sunwoo Jung-a                | Sunwoo Jung-a                | 3:53                         |
| 2.                           | "Timing" (Inst.)             |                              | Sunwoo Jung-a                |                              | 3:53                         |
| Tổng thời lượng:             | Tổng thời lượng:             | Tổng thời lượng:             | Tổng thời lượng:             | Tổng thời lượng:             | 7:46                         |

## Lượng người xem
| Mùa | Mùa | Số tập | Số tập | Số tập | Số tập | Số tập | Số tập | Số tập | Số tập | Số tập | Số tập | Số tập | Số tập | Số tập | Số tập | Trung bình |
| Mùa | Mùa | 1      | 2      | 3      | 4      | 5      | 6      | 7      | 8      | 9      | 10     | 11     | 12     | 13     | 14     | Trung bình |
| --- | --- | ------ | ------ | ------ | ------ | ------ | ------ | ------ | ------ | ------ | ------ | ------ | ------ | ------ | ------ | ---------- |
|     | 1   | 521    | 616    | 538    | 823    | 654    | 753    | 658    | 714    | 832    | 783    | 528    | 739    | 617    | 769    | 681        |

| Tập | Ngày phát sóng | Tỷ lệ khán giả trung bình </br> (Nielsen Hàn Quốc) | Tỷ lệ khán giả trung bình </br> (Nielsen Hàn Quốc) |
| Tập | Ngày phát sóng | Toàn quốc                                          | Seoul                                              |
| --- | -------------- | -------------------------------------------------- | -------------------------------------------------- |
| 1 | 17/9/2021      | 2.072% (2nd)                                       | 2.386% (2nd)                                       |
| 2 | 18/9/2021      | 2.390% (2nd)                                       | 2.564% (3rd)                                       |
| 3 | 24/9/2021      | 1.871% (2nd)                                       | 2.323% (2nd)                                       |
| 4 | 25/9/2021      | 2.545% (3rd)                                       | 3.301% (2nd)                                       |
| 5 | 1/10/2021      | 2.036% (2nd)                                       | 2.333% (1st)                                       |
| 6 | 2/10/2021      | 2.384% (3rd)                                       | 2.889% (2nd)                                       |
| 7 | 8/10/2021      | 2.089% (3rd)                                       | 2.458% (3rd)                                       |
| 8 | 9/10/2021      | 2.093% (3rd)                                       | 2.235% (3rd)                                       |
| 9 | 15/10/2021     | 2.660% (2nd)                                       | 3.089% (2nd)                                       |
| 10 | 16/10/2021     | 2.312% (4th)                                       | 2.700% (2nd)                                       |
| 11 | 22/10/2021     | 1.906% (3rd)                                       | 2.341% (2nd)                                       |
| 12 | 23/10/2021     | 2.340% (3rd)                                       | 2.965% (3rd)                                       |
| 13 | 29/10/2021     | 2.037% (2nd)                                       | 2.590% (2nd)                                       |
| 14 | 30/10/2021     | 2.485% (2nd)                                       | 2.828% (2nd)                                       |
| Trung bình | Trung bình     | 2.230%                                             | 2.643%                                             |
| - Trong bảng phía trên, số màu xanh thể hiện rating thấp nhất và số màu đỏ thể hiện rating cao nhất - Bộ phim này được phát sóng trên kênh truyền hình cáp / truyền hình trả phí nên thường có lượng khán giả tương đối nhỏ hơn so với các đài truyền hình công cộng / truyền hình không trả phí (KBS, SBS, MBC và EBS). |                |                                                    |                                                    |

## Giải thưởng
| Năm  | Giải thưởng                                |                                                           | Người nhận giải              | Kết quả    |
| ---- | ------------------------------------------ | --------------------------------------------------------- | ---------------------------- | ---------- |
| 2022 | Giải thưởng nghệ thuật Baeksang lần thứ 58 | Giải thưởng Kỹ thuật Baeksang cho Phim hoạt hình hay nhất | Eom Young-shik và Kim Da-hee | Được đề cử |

### Danh sách
| Nhà phát hành | Năm  | Danh sách                     | Vị trí | Ref.   |
| ------------- | ---- | ----------------------------- | ------ | ------ |
| NME           | 2021 | 10 phim Hàn hay nhất năm 2021 | thứ 5  | [ 38 ] |